# Cappareae
Cappareae je jedan od tri tribusa u porodici kaparovki. Na popisu je 30 rodova.

## Rodovi
1. Tribus Cappareae DC.
  1. Belencita Karst. (1 sp.)
  2. Steriphoma Spreng. (7 spp.)
  3. Morisonia L. (2 spp.)
  4. Monilicarpa Cornejo & Iltis (2 spp.)
  5. Capparidastrum Hutch. (22 spp.)
  6. Neocapparis Cornejo (2 spp.)
  7. Anisocapparis Cornejo & Iltis (1 sp.)
  8. Capparicordis Iltis & Cornejo (2 spp.)
  9. Acanthocapparis Cornejo (1 sp.)
  10. Sarcotoxicum Cornejo & Iltis (1 sp.)
  11. Beautempsia Gaudich. ex Alleiz. (1 sp.)
  12. Colicodendron Mart. (5 spp.)
  13. Neocalyptrocalyx Hutch. (11 spp.)
  14. Cynophalla J. Presl (18 spp.)
  15. Quadrella J. Presl (22 spp.)
  16. Calanthea Cornejo & Iltis (2 spp.)
  17. Hispaniolanthus Cornejo & Iltis (1 sp.)
  18. Mesocapparis (Eichler) Cornejo & Iltis (2 sp.)
  19. Caphexandra Iltis & Cornejo (1 sp.)
  20. Preslianthus Iltis & Cornejo (3 spp.)
  21. Capparis L. (137 spp.)
  22. Bachmannia Pax (1 sp.)
  23. Ritchiea R. Br. ex G. Don (22 spp.)
  24. Crateva L. (17 spp.)
  25. Euadenia Oliv. (3 spp.)
  26. Cladostemon A. Braun & Vatke (1 sp.)
  27. Dhofaria A. G. Mill. (1 sp.)
  28. Apophyllum F. Muell. (1 sp.)
  29. Atamisquea Miers ex Hook. & Arn. (1 sp.)
  30. Poilanedora Gagnep. (1 sp.)